# 腸扭轉
腸扭轉（volvulus）是指人體內環形消化道沿著本身及固定大小腸的腸繫膜打結，導致腸管梗阻和血液供應中斷的一種急性病理狀態，這種症狀最終會導致腸阻塞。該症狀包括腹痛、腹脹、嘔吐、便秘以及血便，以上病徵可能迅速或緩慢出現。症狀出現時，腸繫膜可能會因扭轉旋緊，導致流向該部位腸道的血液供應被切斷，產生缺血性腸疾 。在此情形下，患者可能會有發燒或觸診腹部時感到劇痛等症狀。 
此症的危險因素包括胚胎時期發生中腸扭轉（Intestinal malrotation）先天性缺陷、結腸過大、先天性巨結腸症（Hirschsprung's disease）、妊娠以及腸沾黏。長期便秘及高纖維飲食可能增加罹患風險。此症最常影響成人腸道的部位為乙狀結腸，盲腸次之；在兒童中則是以小腸較為常見。胃部也可能罹患此症 。常見的診斷方式為醫學影像，如普通X光片、 大腸鋇劑灌腸造影或電腦斷層掃描。 
乙狀結腸扭轉的初步治療有時會藉由乙狀結腸鏡檢查或加上大腸鋇劑灌腸造影檢查以確定病灶。因此症有復發的高風險，故通常建議在檢查後的2天內施行腸切除術。但如果腸本身已嚴重扭轉，或是供應腸的血流已被切斷時，則應当立即进行手術。在盲腸扭轉的情形下，通常有部分腸必需予以手術割除；而如果腸本身仍然健康，則有可能將其移回正常位置並加以縫合固定。 
腸扭轉最早在西元前1550年的古埃及地區就有相關的病歷記載，最常發生在非洲、中東地區以及印度人身上 。在美國，此症每年的發生率為約10萬人中有2至3人；乙狀結腸及盲腸扭轉發生的年齡則通常介於30至70歲之間。此症的癒後與腸組織壞疽相關。英文的「volvulus」一词是從拉丁文的「volvere」转变而來，意思是「滾動」。 